# Povara bunătății noastre
Povara bunătății noastre este o dilogie scrisă de prozatorul moldovean Ion Druță și formată din două cărți: Balade din cîmpie și Povara bunătății noastre. Cele două romane urmăresc destinul comunității rurale din satul basarabean Ciutura din Câmpia Sorocii în anii de dinainte de Primul Război Mondial și până în 1945 (prima carte), apoi în primii ani ai regimului sovietic instaurat după cel de-al Doilea Război Mondial (cea de-a doua carte).
Romanul Balade din cîmpie a fost scris în 1961 și publicat în 1963 la Editura Cartea Moldovenească din Chișinău în limba română cu caractere chirilice. O continuare a acestui roman a fost scrisă în 1967, ambele romane formând o dilogie intitulată Povara bunătății noastre. Dilogia a fost publicată în traducere rusă în 1968, în biblioteca revistei Drujba narodov a Casei Editoriale „Izvestia” din Moscova, și în 1969, la Editura Molodaia Gvardia din Moscova. Prima ediție în limba română (cu caractere chirilice) a dilogiei Povara bunătății noastre a fost publicată în 1970 la Editura Cartea Moldovenească din Chișinău.
Textul a fost revizuit de autor în 1984, 1990 și 2005, în unele ediții apărând ca un singur roman în două volume, iar în alte ediții ca două romane. Ediția definitivă a dilogiei a fost publicată în 2012 de editura Cartier din Chișinău, fiind coordonată de autor. Romanul lui Ion Druță este considerat de critici a fi unul reprezentativ pentru literatura română de pe malul stâng al Prutului.

## Rezumat
Acțiunea dilogiei se petrece în satul ficțional Ciutura din Câmpia Sorocii, urmărind evoluția comunității rurale de la începutul secolului al XX-lea și până în anii '50 ai aceluiași secol. Aflat într-o vâlcică dintre două dealuri: unul mare (înspre răsărit) și altul mic (înspre apus), satul era populat de răzeși de viță veche, sărăciți de vremurile vitrege care se abătuseră asupra Basarabiei. 

### Balade din cîmpie
Într-una din zilele de primăvară, poposește în Ciutura „oarecum abătută, întristată de marile urâțenii ale acestei lumi” o fiară mitică, considerată a fi Marele Apărător al câmpiei trimis de Dumnezeu pentru a-i apăra pe oamenii acelor locuri de haitele sălbatice de lupi. Dulăul se stabilește în ograda lui Onache Cărăbuș. Țăran hâtru și proaspăt căsătorit, Onache începuse să-și construiască o casă pe dealul mare, după ce se certase cu fratele său de cruce Haralampie care își construise casa pe dealul mic. Dar, spre deosebire de Haralampie care alesese un pământ fertil ca loc de casă, Onache a nimerit un pământ sterp și bătut de vânturi. Poposirea dulăului (numit Molda după cățeaua lui Dragoș Vodă din legenda descălecatului Moldovei) în curtea lui Onache determină tratarea cu respect a stăpânului de către săteni și contribuie la creșterea bunăstării gospodăriei. După vreun an de la acea întâmplare, Molda începe brusc să urle și fuge în pădure, fără a se mai întoarce. A doua zi, ciuturenii află că începuse Primul Război Mondial.
După ce a luptat timp de patru ani în Armata Rusă, Onache Cărăbuș ajunge într-o primăvară pe malul stâng al Nistrului și află că râul devenise granița între Rusia și Regatul României. Dornic să ajungă acasă, el se aruncă noaptea în apele umflate de sloiuri de gheață ale Nistrului și, sleit de puteri pe la mijlocul râului, este salvat de Molda, care-l văzuse de pe stâncile aflate pe malul drept și sărise în ajutorul său. Ajuns în Basarabia, Onache află că satul Ciutura arsese chiar în noaptea sosirii sale. Într-o duminică frumoasă de la începutul lunii mai, Onache merge cu soția sa, Tincuța, la pădure, urmat de câteva perechi de soți tineri, iar în ziua următoare ei se apucă serios de treabă și își refac gospodăriile distruse de foc. La vreo nouă luni s-au născut în sat unsprezece copii, printre care și Nuța, fiica lui Onache.
Odată cu trecerea timpului, Haralampie devine tot mai bogat, cumpărând pământurile vecine. Fiul său, Nică, elev la un liceu industrial din Soroca, se îndrăgostește de Nuța, iar cei doi tineri decid să se căsătorească. Înainte de nuntă, Nuța suferă un accident și devine șchioapă, iar Nică se căsătorește cu fata primarului din satul vecin Nuieluși; mireasa era urâtă, dar avea o zestre mare. Doi ani mai târziu, pe când se întorcea de la cosit într-o noapte de vară, ciutureanul Mircea Moraru se întâlnește cu Nuța care venea de la Iași și cei doi tineri petrec împreună o noapte de dragoste în căruța cu fân, iar fata se mută apoi la casa bărbatului său.
Onache Cărăbuș este mobilizat în Armata Română în primăvara anului 1940, dar se întoarce acasă după ce Basarabia fusese ocupată de către URSS. Ocupanții sovietici împărțiseră țăranilor moșia unui arendaș din Nuieluși, iar familia Cărăbuș primise două hectare semănate cu maci, starea materială a ciuturenilor îmbunătățindu-se mult. Eliberarea Basarabiei de către Armata Română a dus la reinstalarea vechilor rânduieli, iar țăranii ce ocupaseră moșia arendașului au fost cercetați de jandarmi și bătuți. Cei doi băieți ai lui Onache au plecat pe front și au murit în război.
După reocuparea Basarabiei de către URSS în primăvara anului 1944 casele ciuturenilor i-au găzduit timp de două săptămâni pe ostașii sovietici ce înaintau înspre vest. Chiaburul Haralampie (al cărui fiu, Nică, se refugiase în România) a fost ridicat de autorități și deportat la o mină de minereuri radioactive din Munții Ural, iar averea lui a fost împărțită țăranilor săraci. Mircea Moraru, soțul Nuței, intrase ca voluntar în Armata Roșie în vara anului 1941, fusese avansat până la gradul de sergent și primise trei decorații, printre care și ordinul „Slava”. În calitate de soție a unui ostaș decorat, Nuța primește ajutoare importante din partea statului sovietic, devenind stăpâna unei frumoase gospodării. Într-un final, după cinci ani de absență, Mircea revine în satul Ciutura, dar pare un om total schimbat.

### Povara bunătății noastre
În primii ani după război în pădurile Basarabiei s-au aciuat bande de luptători antisovietici (foști prizonieri români, dezertori din Armata Roșie sau felurite haimanale) care atacau sovietele sătești. În satul Ciutura sosesc ofițeri de miliție care formează echipe de tineri voluntari pentru a lupta cu bandiții, iar nopți la rând liniștea satului este tulburată de focuri de arme automate. Într-una din zilele de vară, în timp ce se aflau pe câmp la cules de floarea soarelui, Mircea și Nuța se întâlnesc cu Nică, ce se îndrepta spre Prut, sperând să poată trece clandestin granița în România. Cei trei împart împreună un prânz sărăcăcios, iar Nică îi ajută la treburile câmpului, după care se desparte definitiv de ei. Denunțat de un localnic, Mircea este anchetat de un maior de la sovietul raional Pământeni, dar este lăsat liber.
În anii 1946–1947 Basarabia traversează o perioadă cumplită de secetă, iar mulți localnici din Ciutura mor din cauza foametei. Pământurile sătenilor fuseseră luate de stat și grupate într-un colhoz în care oamenii trebuiau să presteze zile de muncă. Puținele roade ale câmpului sunt confiscate de autoritățile sovietice. Slăbită de necazurile ultimilor ani, Tincuța moare în anul 1950, iar Onache începe să-și înnoiască vechea casă. Nuța avea acum trei copii, iar Mircea urmase cursurile de tractoriști și începuse să lipsească cu săptămânile de-acasă. După o discuție cu socrul său, Mircea își dă seama că munca grea îl îndepărtase de familie și îi răpise pofta de viață așa că renunță la meseria de tractorist și se întoarce în sat, unde este numit brigadier la colhoz.
Rămasă însărcinată a patra oară, Nuța se simte neglijată de Mircea și se gândește să meargă la Pământeni să facă avort, dar renunță după ce simte primele zbateri ale fătului. Ea naște în ajunul Crăciunului, iar soțul ei organizează o mare cumătrie, la care bătrânul Onache nu mai este poftit. El vine într-un final la rugămintea Nuței, dar înțelege că timpul său a trecut și că satul îi devenise străin. Rămas tot mai singur, Onache acceptă să lucreze ca pazniс al unor mașini striсate, abandonate în сâmp. Nopți la rândul, bătrânul își analizează viața și își amintește de rudele, prietenii și dușmanii care muriseră, precum și de cățelușa Molda. Simțindu-și sfârșitul, bătrânul pornește într-o seară spre casă și face focul în sobă, veghindu-l pentru ultima dată. Odată cu stingerea focului, Onache moare și el.

## Structură
Structura cărții a suferit unele modificări de la o ediție la alta, fiind modificate atât numărul, cât și titlurile capitolelor; ediția definitivă cuprinde următoarele capitole:
| - Balade din cîmpie - Cap. I Minunea cerească - Cap. II Casa de pe dealul mare - Cap. III Molda - Cap. IV Glasul vetrelor străbune - Cap. V Pădure, verde pădure - Cap. VI Semănătorii și culegătorii - Cap. VII Vremea șezătorilor, vremea nunților - Cap. VIII Nopți de vară, nopți de cîmpie - Cap. IX Maci roșii, maci fierbinți - Cap. X Norocul - Cap. XI Ostințe pentru copii - Cap. XII Domnișoara în alb | - Povara bunătății noastre - Cap. I Cina cea de taină - Cap. II Fratele nostru, pelinul - Cap. III Vița-de-vie - Cap. IV Bursucii - Cap. V Darul măsurii - Cap. VI Nopțile fără lună - Cap. VII Miruirea - Cap. VIII Colindele și colindătorii - Cap. IX Ultimul oaspete - Cap. X Cîntecul zăpezilor - Cap. XI Izolarea - Cap. XII Fluturi negri |

## Personaje
- Onache Cărăbuș — un țăran guraliv și hâtru, dar sărac
- Tincuța — soția lui Onache, o femeie harnică și plină de voie bună
- Nuța — fiica lui Onache și a Tincuței
- Mircea Moraru — fiul lui Nicolai Moraru, soțul Nuței, sergent în Armata Sovietică
- Haralampie (în alte ediții Haralambie) zis „Buliharul” — fost frate de cruce cu Onache, țăran bogat
- Nică — fiul lui Haralampie, absolvent a șase clase la Liceul Industrial din Soroca
- Ileana — mătușa Tincuței
- Nicolai și Grigore Moraru — doi frați care-și aveau casele în aceeași ogradă
- Micu Miculescu — învățătorul din Ciutura
- Tudorache — fiul lui Grigore Moraru, vărul lui Mircea
- Nikolai — un ostaș sovietic ce a fost găzduit două săptămâni de Onache Cărăbuș

## Scrierea și publicarea cărții
Romanul Balade din cîmpie a fost scris în 1961 și publicat în 1963 de Editura Cartea Moldovenească din Chișinău, în limba română cu caractere chirilice, fiind primit cu căldură de intelectualitatea din RSS Moldovenească. Autorului i s-a decernat în anul 1967 Premiul de Stat al RSS Moldovenești pentru Balade din cîmpie, Ultima lună de toamnă și alte câteva nuvele. Cu toate acestea, conducerea comunistă a republicii a criticat lipsa de realism socialist a romanului.
După publicarea romanului Balade din cîmpie a urmat o pauză lungă în creația lui Ion Druță. Scrierea părții a doua a romanului Povara bunătății noastre decurgea anevoie, cu multe chinuri și frământări, iar scriitorul a trecut prin mai multe schimbări atât în viața profesională, cât și în cea personală. Scrisul lui Druță a dobândit o altă tonalitate, abandonând definitiv aspectul blând, liric și baladesc pe care-l avusese până atunci.
Ion Druță a scris în 1967 un roman care prezenta în continuare destinul comunității rurale din satul basarabean Ciutura din Câmpia Sorocii în primii ani ai regimului sovietic instaurat după cel de-al Doilea Război Mondial, ambele romane formând o dilogie intitulată Povara bunătății noastre. Temându-se de cenzura din RSS Moldovenească, scriitorul a trimis o traducere a dilogiei în limba rusă către redacția revistei Drujba narodov de la Moscova. Romanul a fost publicat în 1968 într-un supliment al revistei, editat de Casa Editorială „Izvestia” din Moscova, fiind ilustrat de renumitul pictor Igor Ogurțov. El a fost reeditat în 1969 de Editura Molodaia Gvardia din Moscova. Prima ediție în limba română (cu caractere chirilice) a dilogiei a fost publicată în 1970 de Editura Cartea Moldovenească din Chișinău. Acest volum avea 436 de pagini.
În prefața Iarna amintirilor, scrisă în august 2005 la Moscova de către Ion Druță și publicată în ediția definitivă a vol. Povara bunătății noastre din 2012, autorul considera că „din tot ce mi-a fost dat să scriu, acest roman a fost cartea cea mai persecutată, cea mai prigonită, cea mai nedreptățită. De la apariția primelor capitole, cum au luat-o din urmă, cei mari și tari n-au mai lăsat-o să răsufle ani și ani de zile. Tocmai pentru asta, «Povara bunătății noastre» a fost scrisă aproape zece ani, înfiripîndu-se fragmentar, bucată cu bucată. Tocmai pentru asta, după cum au observat criticii, romanul, pe parcurs, și-a tot schimbat albia, simbolurile, structura. Tocmai pentru asta, locul de naștere al romanului a fost și Moldova, și Rusia, și Munții Caucaz, și țărmul Balticei. Tocmai pentru asta, Onache Cărăbuș, care-și începuse văleatul în limba maternă, mai apoi a vorbit în limba rusă, în letonă, în multe alte limbi, pentru a se putea întoarce acasă”.

## Reacțiile autorităților sovietice la adresa dilogiei
Editarea dilogiei la Moscova în 1968 a produs o nemulțumire autorităților politice din RSS Moldovenească în frunte cu Ivan Bodiul (primul secretar al Partidului Comunist din Moldova). Biroul Comitetului Central al Partidului Comunist din Moldova a criticat mesajul politic și ideologic al romanului, provocând o campanie de presă îndelungată, în care oficialitățile republicane au luat o atitudine drastică față de dilogia lui Druță, susținând că scriitorul instigă populația la nesupunere civică.
Un reprezentant al Academiei de Științe a Moldovei, doctorul în filozofie Dumitru Tăbăcaru, a publicat la 12 martie 1970 în cotidianul Moldova Socialistă un articol defăimător la adresa romanului și al lui Ion Druță, articol intitulat „O ciutură de băutură amară”. Ion Druță era învinuit că are „lipsuri de ordin ideologic” și „îngustime de vederi”, considerându-se că „denaturează vădit realitatea” și că descrie cu scepticism și negativism transformările social-politice petrecute în RSS Moldovenească. Autorul articolului evidenția faptul că autorul nu a prezentat frământările sociale care au avut loc în satele moldovenești în primii ani de după război precum lupta partidului pentru instaurarea unei orânduiri sociale noi și greutățile procesului de colectivizare a agriculturii datorate rezistenței chiaburilor și șovăielilor țăranilor mijlocași.
Conducerea RSSM a solicitat interzicerea romanului și suspendarea revistei Drujba narodov pe care a acuzat-o de politică subversivă antisovietică. În urma presiunilor, editura Izvestia a oprit editarea romanului, publicând doar câteva sute de exemplare dintr-un tiraj planificat de o sută de mii. Indignată de obrăznicia liderilor comuniști din RSSM, colectivul redacțional al revistei Drujba narodov (Prietenia popoarelor) a propus Povara bunătății noastre pentru decernarea Premiului de Stat al URSS.
Consternat, Ivan Bodiul a expediat la 2 iunie 1970 o scrisoare lui Nikolai Tihonov, președintele Comitetului pentru Premiile Lenin și Premiile de Stat ale URSS în domeniul literaturii, artei și arhitecturii de pe lângă Sovietul Suprem al URSS, în care afirma că Povara bunătății noastre este o carte „dăunătoare din punct de vedere politic” pentru că poetizează stilul de viață patriarhal din trecut și respinge modul de organizare a societății socialiste. Prim-secretarul Partidului Comunist din Moldova susținea că transformarea socialistă a satului moldovenesc este descrisă într-un mod denaturat, iar lupta de clasă este trecută de scriitor sub tăcere. Mai multe idei ce apar în carte sunt criticate ca dușmănoase: înstrăinarea conducerii de partid față de țărani, minimalizarea luptei de clasă, neliniștea produsă de luptele miliției cu „dușmanii de clasă”, incompetența organelor de conducere în combaterea foametei din anii de după război, compasiunea umană față de un fost militar în Armata Română, opoziția țăranilor față de folosirea utilajelor agricole, povara predestinării și lipsa de speranță a personajelor.
„Nici o organizație din republică nu a avut și nu are intenția să înainteze la Premiul de Stat lucrarea «Povara bunătății noastre», deoarece în ea este prezentat un tablou denaturat al realizării prefacerilor socialiste în satul moldovenesc, iar aceste prefaceri sunt prezentate ca fiind străine, dușmănoase pentru țăran (...). Contrar adevărului vieții, I. Druță vede orânduirea colhoznică ca o nenorocire pentru popor, asociind-o cu războiul. (...) Opera în întregime este marcată de tendința clară a autorului de a poetiza principiile patriarhale din trecut, bazate pe proprietatea privată și pe neacceptarea noului mod de viață socialist.”—Ivan Bodiul
Ca urmare a opoziției exprimate în mod fățiș de conducerea comunistă de la Chișinău, premiul nu i s-a mai acordat.
În perioada următoare s-a intensificat controlul autorităților de stat sovietice (prin organele de partid, securitate, o parte a presei literare etc.) asupra scriitorului. Druță s-a stabilit la Moscova în 1969, continuând să scrie în limbile română și rusă și sfidând critica oficială a autorităților de la Chișinău.

## Ediții
Dilogia a fost publicată în mai multe ediții în limba română:
- Ediția I-a: Editura Cartea Moldovenească, Chișinău, 1970;
- Ediția a II-a: Editura Literatura Artistică, Chișinău, 1986;
- Ediția a III-a: Editura Literatura Artistică, Chișinău, 1990;
- Ediția a IV-a: Editura Minerva, Biblioteca pentru toți, București, 1992;
- Ediția a V-a: Editura Universul, Chișinău, 2005;
- Ediția a VI-a: Editura Cartea Moldovei, Chișinău, 2009;
- Ediția a VII-a, definitivă: Editura Cartier, Chișinău, 2012.

Textul a fost revizuit de autor în 1984, 1990 și 2005, în unele ediții apărând ca un singur roman în două volume, iar în alte ediții ca două romane. Modificările textului nu au afectat însă subiectul cărții. Ion Druță explica acele modificări prin schimbarea posibilităților de exprimare de la o epocă la alta și completarea operei cu fraze ce fuseseră cenzurate în edițiile anterioare. „Tocmai pentru asta, textul romanului deseori diferă de la ediție la ediție, de la editură la editură, de la țară la țară. Dezgheț, îngheț și iar dezgheț. Fiece perioadă își avea posibilitățile sale de exprimare, fiece editură își avea redactorii săi, șefi cu foarfece prin buzunare, cenzori la care nu se putea ajunge”, justifica el diferențele existente între unele ediții ale cărții.
Odată cu destrămarea URSS-ului și dispariția cenzurii politice, scriitorul s-a simțit obligat să completeze cartea cu fragmentele care nu apăruseră în primele ediții. Scriitorul simțea un sentiment de vinovăție față de universul pe care îl plăsmuise că nu a reușit să-l prezinte integral așa cum și-a dorit. Și-a planificat să recitească textul în amănunțime și să-l aducă la forma inițială de dinaintea intervenției autorităților de cenzură, așteptând o iarnă în care să aibă timpul necesar pentru a-și realiza planul dorit. Ultimele modificări au fost realizate de autor la Moscova, începând din postul Crăciunului al anului 2004 și până în ajunul Paștilor din anul următor. Ele au fost considerate ca definitive.
Ediția definitivă a dilogiei a fost publicată în 2012 de editura Cartier din Chișinău, fiind coordonată de autor.

## Teme principale

### Pământul mitic al Basarabiei
Romanul lui Ion Druță prezintă poetic teritoriul Basarabiei ca pe un tărâm mitic, ocrotit de Dumnezeu și binecuvântat cu numeroase minuni divine: „(...) dacă am sta așa, mai pe îndelete, să frunzărim istoria neamului, filă cu filă, veac după veac, am putea ușor observa că în vremurile grele, în vremurile de răscruce, cînd părea că gata, ni se stinge făclia și nimic nu ne mai poate salva, deodată, nici că mai știi cum și de unde, se isca o minune cerească, și după minunea ceea, încetișor, pas cu pas, zi cu zi, încetul cu încetul…”.
Locul în care se desfășoara acțiunea, Câmpia Sorocii, pe care se află treizeci de sate, este descris în mod duios ca un spațiu fermecător datând din vremuri imemorabile și populat de oameni cu un suflet blând, împovărat de propria sa bunătate: „Câmpia Sorocii… O fi fost cândva pe aici, cu mii și mii de ani în urmă, o mare limpede și blândă. O fi secat încetul cu încetul, s-⁠o fi călătorit prin alte părți, dar s-⁠a tot dus, lăsând câmpiei moștenire chipul larg cât o suflare de cer, cu valuri abia-⁠abia însemnate. Or fi crescut pe aici, odată demult, păduri adânci și dese. Le-⁠o fi ars vreun pojar, le-⁠o fi pustiit vreo furtună, dar s-⁠au dus, și numai largul câmpiei mai mustește un dor străbun după ele, cercând în fiecare primăvară să lege un freamăt verde peste trupul său pârjolit. S-⁠or fi înălțat pe aici, cândva demult, un cârd de munți cu creste cărunte, răcorite sus, în albăstrimea cerului. Vremea i-⁠o fi măcinat, cutremure mari de pământ le-⁠or fi crăpat temeliile, dar s-⁠au dus munții, și numai păsările câmpiei rătăcesc zile întregi undeva sus, printre nouri, căutând piscurile mândre de altădată. Câmpia Sorocii…”.
Una dintre minunile zămislite de acest pământ este legendara Molda, cățeaua care însoțește – real și imaginar – întreaga viață pământească a lui Onache Cărăbuș, semnalând momentele tragice ale neamului și ajutându-l să găsească drumul atunci când s-a rătăcit. De asemenea, fenomenele naturii precum ninsoarea, ploaia, seceta, furtuna, arșița verii, nopțile fără lună sunt prezentate ca evenimente astrale cu încărcătură mitologică.

### Drama neamului moldovenesc din Basarabia
Prezentând istoria neamului moldovenesc de pe teritoriul Basarabiei (un teritoriu aflat la intersecția intereselor geopolitice ale marilor puteri) pe perioada unei vieți de om, romanul afirmă ideea continuității neamului aflată sub influența a doi factori principali: un factor extern (ocuparea vremelnică a teritoriului de către puterile străine) și unul intern (dezbinarea aceluiași neam determinată de interese și ambiții mărunte precum invidia sau setea de îmbogățire). Asocierea a doi termeni cu sens opus precum „povară” și „bunătate” exprimă drama tristă a neamului moldovenesc provenită din neconștientizarea și sacrificarea „ideii de unitate și solidaritate etno-națională”.
Stingerea în singurătate a blândului Onache Cărăbuș, părăsit și uitat de toți cei care l-au cunoscut, simbolizează lipsa de unitate și de recunoștință a localnicilor față de un strămoș care păstrase și încercase să transmită generațiilor viitoare ideea de demnitate națională și de moralitate creștină, tradițiile populare etnice și ospitalitatea neamului. Această uitare și lipsă de unitate a populației este concretizată la nivel național prin dezbinarea propriului neam.
Dezbinarea în timp a neamului produce pierderea identității sale etnice și lingvistice, determinând în cele din urmă eterogenizarea și decăderea social-economică a populației. Astfel, în ciuda vechimii sale din epoca lui Alexandru cel Bun și ale meritelor sale deosebite în istoria Moldovei, satul Ciutura (simbol micro al întregului teritoriu basarabean) își pierde tot mai mult specificul său național și cade în uitare.
Importanța baștinei apare poate cel mai evident în momentul revederii foștilor rivali în dragoste și inamici de pe front: Mircea (ostaș în Armata Sovietică învingătoare) și Nică (ostaș în Armata Română învinsă), care se tratează unul pe celălalt nu ca un învingător pe un învins, ci ca doi consăteni legați de aceeași glie străbună. „Întoarcerea la vatră trebuie plătită, oricât ar fi costat, pentru că cei ce nu se întorc riscă să rămână pentru totdeauna între două maluri, între două focuri. La urma urmei, lumea întreagă nu-i decât o pustietate, dacă sufletul nu are un petic de pământ al lui, stropit cu sudoarea, cu sângele străbunilor și lăsat moștenire nouă, pentru ca și noi, când ne vom trăi veacul, să-l trecem moștenire urmașilor noștri”, gândește Onache Cărăbuș.

### Criticarea sistemului sovietic
Dilogia Povara bunătății noastre este una dintre cărțile care au criticat deschis sistemul sovietic, fiind descrise cu mult curaj nedreptățile colectivizării din Basarabia și perioada de foamete ce a urmat. Dezvăluirea faptului că porumbul confiscat de autorități de la țărani putrezea într-o gară în plină perioadă de foamete se aseamănă cu dezvăluirile abuzurilor petrecute în România în timpul „obsedantului deceniu”. Scriitorul prezintă, de asemenea, înstrăinarea existentă între conducerea colhozului și țărani, precum și sterilitatea ședințelor îndelungate ale conducerii organizației de partid („narеadurilе celea еrau un fel de teatru fără început și fără sfârșit. Pe scenă se juca o piesă banală, conținutul căreia presupunea supușenie totală și absolută”, scria Ion Druță).
Din roman reiese atașamentul țăranilor moldoveni față de baștina lor, ei fiind legați sufletește de pământul pe care l-au lucrat și de care nu s-au desprins odată cu confiscarea acestuia de către colhoz.

### Filorusismul
Deși critică sistemul sovietic, Ion Druță dovedește în acest roman o atitudine filorusă. Soldatul rus este descris ca având toate calitățile posibile (politicos, amabil, respectuos, îndemânatic, ordonat, patriot și lipsit de ambiții imperialiste), având doar viciul consumului de alcool, dar fără excese. Găzduind timp de două săptămâni un ostaș rus, Onache Cărăbuș face în sinea sa un elogiu nemăsurat al Rusiei, care este păstrat în toate edițiile cărții, chiar și după dispariția cenzurii: „Doamne-Dumnezeule, ce țară mare, ce țară nemaipomenită pentru o minte de om mai e și Rusia asta! E mare lucru să-ți legi soarta de soarta ei, dar a viețui cu ea împreună se poate numai atunci când ai putere multă, pentru că și dreptatea, și nedreptatea ea și le făurește cu același braț vârtos și greu.”.
În viziunea lui Druță, rușii nu sunt priviți ca ocupanți, ci ca oameni iubitori de pace și de libertate care nu ocupă, ci eliberează pământurile altor popoare pentru a le lăsa să-și făurească singure destinul. Ei nu au confiscat pământul țăranilor, ci i-au convins pașnic pe aceștia de binefacerile colhozurilor.

## Aprecieri critice
Opera literară a lui Ion Druță a reprezentat o formă de rezistență națională și spirituală în fața încercărilor sovietice de subminare a culturii și tradițiilor naționale românești din RSS Moldovenească. Scriitorul a impus o „formulă narativă lirico-simbolică”, potrivit acad. Mihai Cimpoi, cultivând o narațiune baladescă cu vădite aspecte polemice în spiritul prozei lirice ce se impunea tot mai mult în literaturile rusă, ucraineană sau kirghiză. Literatura sa se înscrie pe linia tradiției prozei moldovenești cultivate de Ion Creangă și Mihail Sadoveanu, cu o curgere domoală a întâmplărilor și cu o oralitate evidentă. Autorul este un susținător al valorilor morale existente în mediul rural, această abordare fiind un refuz al tendințelor înnoitoare manifestate în proza secolului al XX-lea. Satul Ciutura (ca și satele Horodiștea și Ocolina din alte scrieri ale sale) apare ca un spațiu sacru, un organism viu care înfruntă vicisitudinile istoriei. Invazia civilizației alterează frumusețea și moralitatea universului rural, iar țăranul lui Druță simte, la fel ca țăranul lui Sadoveanu, o tulburare sufletească și se retrage în sine.
Academicianul Haralambie Corbu considera că, în acest roman, Ion Druță s-a remarcat ca fiind „printre puținii, dacă nu unicul scriitor moldovean contemporan care a izbutit să topească într-o formulă artistică asimilatorie și cuprinzătoare tradițiile etno-naționale cu cele universale și general-umane, deschizând în felul acesta circulația liberă și schimbul de valori nestingherit dintre culturi, popoare și civilizații”. Potrivit aceluiași critic, romanul își captivează cititorii prin substratul filozofic al textului, prin analiza psihologică profundă și mai ales prin frazele sale artistice pline de poezie, de plasticitate și de armonie. Astfel, acest roman devine „o emblemă strălucită a întregii creații druțiene”.
Scrierile lui Ion Druță au fost asemănate deseori cu cele ale lui Ion Creangă sau Mihail Sadoveanu. Se pot face însă și alte analogii stilistice. Astfel, elogiul satului arhaic și sentimentalismul liric al naturii ar putea asemăna romanul druțian cu narațiunile epice Desculț al lui Zaharia Stancu și Cartea Oltului al lui Geo Bogza, dar critica basarabeană acceptă cel mai adesea că proza lui Ion Druță seamănă cu cea sadoveniană prin „cultul tradiției, ritualismul gesturilor, mistica anotimpurilor, perspectiva paseistă, filosofia sceptică și fatalistă”. Fiorul liric profund al romanului îi conferă un caracter mai mult baladesc-rapsodic decât realist și romanesc.
Personajul principal al romanului, Onache Cărăbuș, este un păstrător al tradițiilor, privind lumea cu ironie și asemănându-se cu personajele Ivan Turbincă și Dănilă Prepeleac din scrierile lui Ion Creangă. „Ciutura a avut de furcă mulți ani la rând. De mic copil le turna cu nemiluita, și nu era niciun chip să-i astupi gura. Deseori le potrivea atât de bine, încât vorbele lui aduceau a zicală, dar nu erau zicale pe care le știa satul, erau dintre cele de care nu se mai auzise încă.” Alți critici (precum Constantin Cubleșan, Ion Simuț sau Ioan Milea) îl aseamănă pe Onache Cărăbuș cu Ilie Moromete, remarcându-i aceeași fire independentă și același conservatorism, dar și legătura profundă cu pământul care îl ajută să treacă cu tărie prin vitregiile destinului. Nimic nu reușește să-i frângă credința în tradiții și în etica armonioasă a vieții rurale. Omul se simte înrădăcinat în pământul străbun, iar duhul acestuia reprezentat de cățeaua Molda îl ajută să depășească momentele de cumpănă ale istoriei.
Dacă viața lui Onache seamănă cu cea a personajelor lui Creangă, moartea sa are loc într-o „manieră eminesciană”, focul pe care-l veghează în ultima sa noapte de viață începând a fi acoperit de fluturi negri care întunecă lumina sufletului și determină „sfârșitul pământesc al lutului și al materiei”. Acest moment al morții este descris deosebit de poetic de Ion Druță cu următoarele cuvinte: „Cam după miezul nopții s-a stins focul, iar pe la aprinsul zorilor s-a stins și Onache Cărăbuș. A murit pe același scăunaș josuț, cu vătrarul în mână, cu fața spre cuptor. Și chiar mort fiind, el mai rămânea să stea pe scăunaș și numai fruntea îi scăpătase jos pe piept, de parcă bătrânul făcea ultima încercare de a pătrunde în miezul acestei minuni – te aprinzi dintr-o nimica toată, topești o lume cu flacăra sufletului tău, dar vine un fluture negru și te stinge, te îngroapă, te duci și nu mai ești.”.
Criticul Ion Simuț considera Povara bunătății noastre o adevărată Cântare a Basarabiei, modul de prezentare al Basarabiei din acest roman ca o țară frumoasă și mândră, dar săracă și nefericită din cauza vitregiei vremurilor, asemănându-se cu prezentarea patriei în Cântarea României a lui Alecu Russo. Elogiul liric al frumuseților naturii, a fertilității pământului și a dârzeniei și dărniciei oamenilor se împletesc cu lamentația destinului nemeritat al țării, dar diferența majoră o reprezintă faptul că personajele lui Ion Druță sunt lipsite de speranța într-un viitor mai bun.

## Traduceri
Romanul Balade din cîmpie a fost tradus în mai multe limbi străine: rusă (Степные баллады, Molodaia Gvardia, Moscova, 1963; traducere de Ion Druță), lituaniană (Stepių baladės, Vaga, Vilnius, 1964), letonă (Stepes balādes, Liesma, Riga, 1965) etc. 
După publicarea completă a dilogiei, Povara bunătății noastre a fost tradus în mai multe limbi străine: rusă (Бремя нашей доброты, biblioteca revistei Drujba narodov a Casei Editoriale „Izvestia” din Moscova, 1968; traducere de Ion Druță; reeditată în 1969 și 1983 de editura Molodaia Gvardia din Moscova), letonă (Mūsu labsirdības nasta, Liesma, Riga, 1970; traducere de Aleksandrs Borščagovskis și I. Ogurcovs), lituaniană (Mūsų gerumo našta, Vaga, Vilnius, 1970; traducere din rusă de Feliksas Jukna și Tatjana Rostovaitė), bulgară (Степни балади, Narodna kultura, Sofia, 1971; traducere din rusă de Natașa Manolova), germană (Die Last unserer Güte, Verlag Volk und Welt, Berlin, 1971; traducere de Harry Burck, cu o postfață de Herbert Krempien), ucraineană (Сила доброти нашоï, Dnipro, Kiev, 1972; traducere din română de I.M. Havriliuk), georgiană (Степные баллады, Tbilisi, 1973), poloneză (Brzemię naszej dobroci, Ludowa Spółdzielnia Wydawnicza, Varșovia, 1976; traducere din rusă de Andrzej Szymański), bielorusă (Цяжар нашай дабрынi, Minsk, 1977; traducere din rusă de Kastus Kireenka), kazahă (Аk koнiлмiз, жук ауыр, Alma Ata, 1971), cehă (Břímě naší dobroty, Lidové nakladatelství, Praga, 1980; traducere de Stáňa Síbrtová), estonă (Meie headuse koorem, Eesti Raamat, Tallinn, 1981; traducere de Evi Puskar), slovacă (Bremeno našej dobroty, Pravda, Bratislava, 1982; traducere de Ružena Dúbravová) și altele.